# جاكرنفال

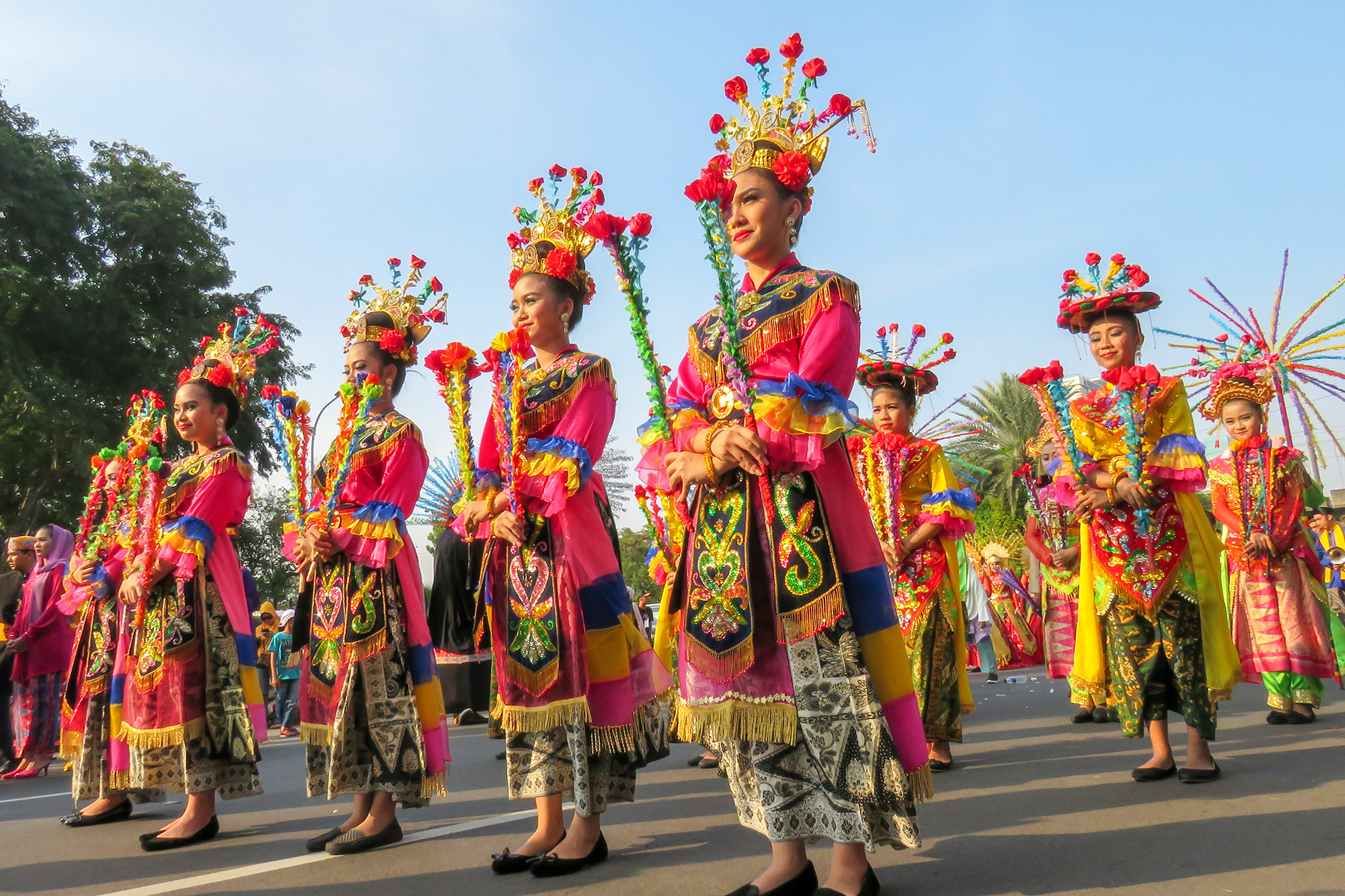

جاكرنفال هو عرض سنوي للفرق الثقافية تنظمه حكومة مقاطعة جاكرتا عاصمة إندونيسيا، والذي يتم تنظيمه كجزء من الاحتفال بالذكرى السنوية لجاكرتا في إندونيسيا. يتم الاحتفال بالذكرى السنوية لجاكرتا من خلال ترتيب برنامج مختلف طوال شهر يونيو من كل عام، مثل معرض جاكرتا ومهرجان جاكرتا الليلي ومهرجان كوتا توا الإبداعي.
جاكرنفال هو نشاط رئيسي للاحتفال بالذكرى السنوية لجاكرتا، وعادة ما يقام في أماكن تتمحور حول ميدان مرديكا الذي يقع وسط العاصمة جاكرتا. تم إدراج جاكرنفال في التقويم السنوي للأحداث السياحية لوزارة السياحة الإندونيسية. يحصل الكرنفال دائمًا على اهتمام كبير من كل من المجتمع والجهات الفاعلة الخاصة في الفنون والثقافة. وعادة ما يعرض موكب فني يليه موكب عائم. يعرض موكب الكرنفال ثقافات ومجتمعات مختلفة من نسيخ الحياة وتاريخها في إندونيسيا. كما تشارك بعض السفارات الأجنبية الموجودة في جاكرتا في عرض جاكارنافال لتمثيل ثقافة الدول المعنية.